# Labège Football Club
Le Labège Football Club est un club de football basé à Labège, dans la région Midi-Pyrénées. Il évolue actuellement en Promotion Première Division Haute-Garonne Midi-Toulousain.

## Historique
Fondé en 1970, le club accède au championnat de division d'Honneur de la Ligue de Midi-Pyrénées de football à l'issue de la saison 1982-1983. Les deux saisons suivantes, le club remporte deux fois de suite la Coupe de Midi-Pyrénées. Puis en 1987, il accède au Championnat de France de Division 4, finissant champion de DH avec une victoire au stade Maurice-Rigaud sur le terrain de l'Union sportive d'Albi. Entraînée par Luc Agbessi, « figure du football régional [toulousain] »,,, l'équipe mène « une lutte acharnée » en haut de tableau de D4 avec Villenave d'Ornon et Montauban. Le Labège FC parvient à accéder à la Division 3 en finissant la saison deuxième du groupe derrière Villenave et devant Montauban avec un point d'avance. Les joueurs emblématiques du club sont alors Patrick Bertin, Stéphane Agbessi, Léon Maier ou encore Mel Meledge,. Durant cet apogée sportif, Christian Gronoff est Président du club. 
Lors de la saison en D3, le club n'arrive pas à maintenir, finissant quinzième sur seize, premier relégué. La chute continue l'année suivante avec la relégation du club de D4 en DH, malgré une deuxième partie de saison meilleure. L'équipe est alors constituée des joueurs emblématiques :  Nicolas Ledru, Olivier Lagarde,  David Panis ou encore Renaud Cluzel. Par la suite, la même génération dorée joue le haut de tableau en division d'Honneur mais connaît une nouvelle chute expliquée cette fois par « l'arrivée de personnages obscurs, vendeurs de rêves et négatifs au football local ».
Le club subit par la suite différentes restructurations : en 1997, il fusionna avec le club du village d'Escalquens, donnant naissance au Club Labège Escalquens Football. La nouvelle entité est championne de division d'Honneur en 2004 sous l'impulsion de Jean-Louis Faure mais n'arrive pas à se maintenir en CFA 2. En 2009, le club devient le Sporting Club Labège Football, avant un an plus tard de reprendre son nom initial de Labège Football Club après avoir frôlé la disparition et un projet de fusion avec le club du quartier de Croix-Daurade,,.
Le président d'honneur du club est Just Fontaine depuis 1972.

## Palmarès
En ce qui concerne les compétitions nationales, le Labège FC finit deuxième du groupe G du championnat de France de Division 4 en 1988.
Au niveau local de la Ligue de Midi-Pyrénées de football, le club remporte la Coupe de Midi-Pyrénées en 1984 puis en 1985. Il remporte le championnat de division d'Honneur en 1987 puis en 2004 (sous le nom de Labège-Esqualens). Il remporte le deuxième niveau régional, la division d'Honneur Régional, en 1982 et 1995.